# Натакамани
Натакамани (Нетакамани) — царь Куша (Судан), правивший не ранее 1 года до н. э. до приблизительно 20 года н. э..

## Биография

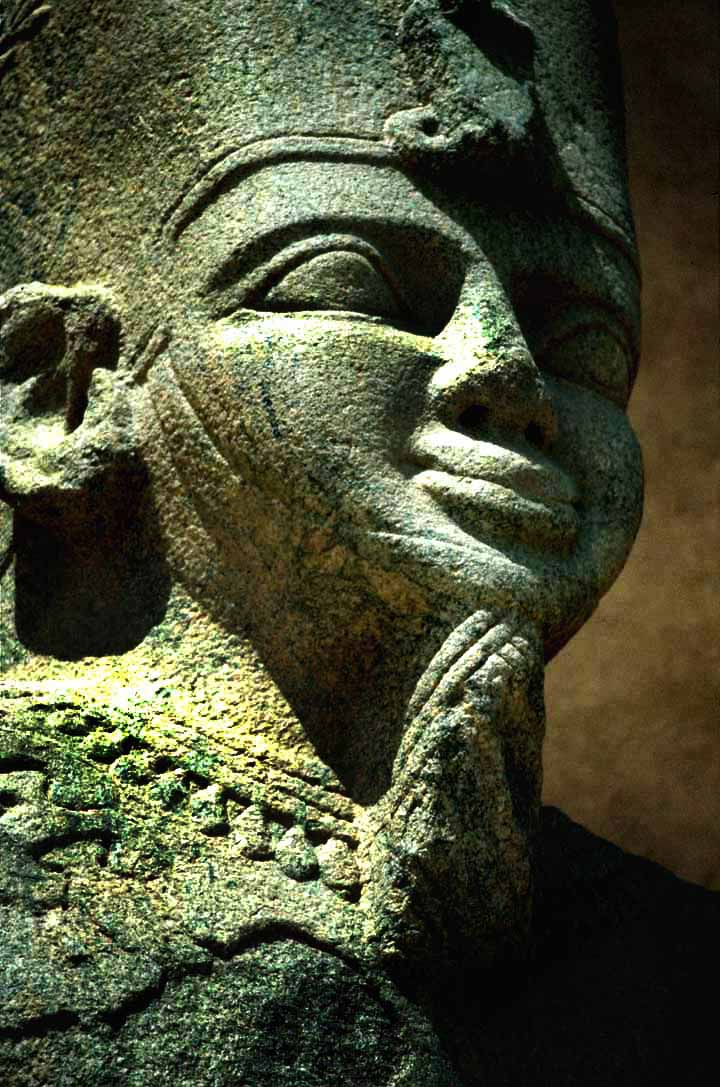
Предполагаемая статуя Натакамани

Натакамани — хорошо засвидетельствованный правитель мероитского периода Кушанского царства. Его матерью была царица Аманишакете.
Натакамани известен по надписям из нескольких храмовых построек и из собственной пирамиды в Мероэ, Beg. N22. Он также прославлен как восстановитель храма Амуна, ему же принадлежит посвящение храма в Фарасе. На нескольких памятниках он появляется вместе с царицей-соправительницей Аманиторе. Отношения между ними не ясны: она, возможно, Аманиторе была его женой или матерью, которая правила как регент, в то время как царь был ещё слишком молод. Как свидетельствуют некоторые храмовые скульптуры, во время совместного правления Аманиторе обладала почти равными правами. В храме Апедемак есть барельеф, на котором Натакамани изображён со своим наследником Ариканкарером.
Натакамани следовал за царицей Аманиторе и предшествовал Аманишакете.